# David Feintuch
David Feintuch (* 7. Juli 1944 in Yonkers, New York, USA; † 16. März 2006 in Madison, Missouri) war ein US-amerikanischer Science-Fiction- und Fantasy-Autor.
David Feintuch war Anwalt, hatte aber einen Hang zur Schriftstellerei. Doch erst im Alter von fünfzig Jahren gelang es ihm, seinen Traum zu verwirklichen. Für seinen ersten veröffentlichten Roman, Midshipman's Hope, den Auftakt zur Nicholas-Seafort-Saga, wurde er 1996 mit dem John W. Campbell Best New Writer Award ausgezeichnet.

## Werk

### Nick Seafort (Seafort Saga)
Der Autor hat hier ein Universum kreiert, in dem die Raumfahrt wie eine Art in die Zukunft verlegte christliche Seefahrt wirkt. Es gibt eine »Staatsreligion«. Die Massen sind ungebildet. Die schnellste interstellare Kommunikationsmöglichkeit ist die Überbringung der Nachrichten mittels eines Raumschiffs. Die Reisen zwischen den Lichtjahre voneinander entfernten Planeten dauert in der Regel Monate. Der Kapitän ist als Repräsentant von Staat und Kirche faktisch der Alleinherrscher an Bord.
- Vol. 1: Midshipman's Hope, 1994, dt. Sternenkadett Nick Seafort, Bastei-Lübbe 1995, ISBN 3-404-23169-4

Durch einen Unfall bedingt ist Nick Seafort, Oberfähnrich, plötzlich der ranghöchste Offizier in der Befehlsreihenfolge an Bord und muss den Vorschriften entsprechend das Kommando übernehmen. Gegen den Willen des Großteils der Passagiere, der Besatzung und sogar der Decksoffiziere (Spezialisten wie Arzt und Pilot) entschließt sich Käptn Kid, die Reise zum ursprünglichen Bestimmungsort fortzusetzen.
- Vol. 2: Challenger's Hope, 1995, dt. Commander Nick Seafort. Der zweite Kontakt, Bastei-Lübbe 1996, ISBN 3-404-23178-3

Nick Seafort wird von einem neidischen Vorgesetzten in eine ausweglose Situation manövriert. Praktisch ohne Offiziere, mit den alten oder unliebsamen Passagieren sowie eher weniger tauglichen Besatzungsmitgliedern an Bord eines nahezu wracken Raumschiffs, steht er vor dem Problem, die Disziplin an Bord herzustellen und aufrechtzuerhalten.
- Vol. 3: Prisoner's Hope, 1995, dt. Captain Nick Seafort. Die Gefangenen, Bastei-Lübbe 1996, ISBN 3-404-23184-8

Nick Seafort wird bei einem Duell verletzt und verliert so das ihm zugedachte Kommando über ein Raumschiff; auf absehbare Zeit darf er nur Bodendienst auf Hope Nation versehen. Dabei hat er unter anderem mit bürokratischen Fehlleistungen, korrupten Kommandeuren, aufständischen Farmern und angreifenden Aliens zu kämpfen. Speziell letztere bereiten ihm Sorgen, als die Flotte zur Erde zurückkehrt und er als ranghöchster Offizier auf dem Planeten verbleibt. Um die Sicherheit der Kolonie zu bewahren, strapaziert er wieder einmal die Grenzen des Erlaubten aufs Äußerste.
- Vol. 4: Fisherman's Hope, 1996, dt. Kommandant Nick Seafort. Die Verzweiflung des Fischers, Bastei-Lübbe 1997, ISBN 3-404-23190-2

Nach mehreren Schicksalsschlägen, die Nick Seafort in relativ kurzer Zeit hat hinnehmen müssen, verzichtet er auf ein weiteres Kommando über ein Raumschiff, lässt sich aber, wenn auch widerwillig, dazu überreden, die Leitung der Kadettenschule zu übernehmen. In gewohnter Manier beseitigt er auch auf diesem Posten Missstände und tritt beim Umgang mit seinen Vorgesetzten in die diversen Fettnäpfchen. Dazu hat er mit einer Alien-Invasion zu kämpfen.
- Vol. 5: Voices of Hope, 1996, dt. Der Sohn des Fischers, Bastei-Lübbe 1998, ISBN 3-404-23197-X
- Vol. 6: Patriarch's Hope, 1999, dt. Admiral Nick Seafort. Der Staatsstreich, Bastei-Lübbe 2000, ISBN 3-404-23225-9

Nicholas Seafort ist GenSek der UN und damit der mächtigste Mann der Welt. Sein genialer Sohn P.T. Seafort überzeugt ihn, dass die Weltwirtschaft eine scharfe Kehrtwendung zum Umweltschutz vornehmen muss, damit die Erde überleben kann. Dies führt zu einer Meuterei auf dem mächtigsten Raumschiff der Menschheit, der Galactic, da der Kapitän befürchtet, die Umweltgesetze gingen auf Kosten der Flotte. Seafort ist nach einem Bombenanschlag fast gelähmt, schafft es aber dennoch, die Bedrohung zu beseitigen.
- Vol. 7: Children of Hope, 2001, dt.  Kinder der Hoffnung, Bastei-Lübbe 2002, ISBN 3-404-23255-0

- Vol. 1–2: Seafort's Hope, 1995 (Sammelband)
- Vol. 3–4: Seafort's Challenge, 1996 (Sammelband)

Dem Forum der offiziellen Seafort-Website zufolge hat David Feintuch vor seinem Tod noch einen achten Band fertiggestellt (Versuchstitel: Galahad's Hope). Bisher ist der Roman aber noch nicht veröffentlicht. Neben der deutschen Übersetzung liegen auch Übersetzungen ins Russische, Japanische und Spanische vor.

### Rodrigo von Caledon (Rodrigo of Caledon)
- Vol. 1: The Still, 1997, dt. Der Spiegel von Caledon, Bastei-Lübbe 2002, ISBN 3-404-20362-3
- Vol. 2: The King, 2002, ISBN 0-441-00902-6